# Isabella Schmid (Schauspielerin)
Isabella Schmid (* 27. Dezember 1970 in Zürich) ist eine Schweizer Schauspielerin.

## Leben
Im Alter von vier Jahren stand Schmid zum ersten Mal auf der Bühne. Mit 13 begann ihre Ausbildung an einer Jugendtheater-Schule. In den Jahren 1990 bis 1994 trat sie in einigen Schweizer Theatern auf, wo sie unter anderem in den Stücken Frankie und Johnny, Fool for love oder Tagträumer mitspielte. Im Jahr 1994 ging sie nach München und spielte in mehrere Fernsehproduktionen (unter anderem Polizeiruf 110, Aus heiterem Himmel und Schwurgericht). Bekannt wurde sie vor allem durch ihre Rolle als Lollo Fuchs in der Serie Hinter Gittern – Der Frauenknast, bei der sie 1997 begann.
Nachdem sie zwei Jahre lang zum Hauptcast der Serie gehört hatte, endete 1999 ihr Engagement dort mit dem Tod ihrer Figur. Danach spielte sie wieder am Theater und war zudem in einigen Fernsehproduktionen (zum Beispiel zwei Jahre an der Seite von Jochen Busse in der RTL-Comedyserie Das Amt) zu sehen. Seit 2003 ist Schmid ausserdem beim Zürcher Radiosender Energy Zürich die Station-Voice. Nachdem Schmids beste Freundin an Krebs gestorben war, gründete sie 2005 Cinema for Life und war ein halbes Jahr mit dem Projekt Lichtblicke – Schauspieler lesen für Krebspatienten an den drehfreien Tagen mit Schauspielkollegen wie Hannes Jaenicke, Jochen Busse,  Ursela Monn, Gerit Kling, Leonard Lansink, Katy Karrenbauer in den Krankenhäusern zu Besuch und las Theaterstücke.
Mit Bühnenengagements in Die Zofen von Jean Genet, Diener zweier Herren und Bei Anruf Mord trat sie in der Schweiz und in Deutschland auf. 2007 bekam Schmid die Kinorolle der Valeria in Geld oder Leben. Der Film startete 2008 in den Kinos. Von September 2010 bis 2011  war sie in der neuen ZDF-Telenovela Lena – Liebe meines Lebens sowie in der Schweizer Kinder- und Jugendserie Best Friends im Schweizer Fernsehen zu sehen. Zu ihren jüngsten Erfolgen zählen die Rolle der Mama Moll im Kinofilm Papa Moll und die Entführung des fliegenden Hundes und in der Dramady Die Läusemutter als Mutter Ursula Bosch. 2018 drehte sie an der Seite von Stefan Kurt die Kinderbuch Verfilmung Papa Moll als Mama Moll.
Isabella Schmid engagiert sich für soziale Projekte. So war sie die Initiantin und Organisatorin von Cinema for Life, eine Organisation, die sich für Krebspatienten und ihre Angehörigen und deren psychische Begleitung während der Therapie einsetzt.
Von 2021 bis 2023 stand Isabella Schmid in der Komödie Die Niere in diversen Theatern in der Hauptrolle der Kathrin auf der Bühne.

## Persönliches
Sie war von 2018 bis zu dessen Tod im Jahr 2024 mit dem Fotografen Urs Gantner liiert.

## Theaterauftritte (Auswahl)
- 1990: Die Zofen Kammerspiele Seeb
- 1992: Hotel Happy End Bernhard-Theater
- 1993: Hotel Happy End Bernhard-Theater
- 1994: Sexy Seeb Bernhard-Theater
- 1994/1995/2003: Bei Anruf Mord  Sommertheater Winterthur
- 1995/1996: Atelier-Theater Bern
- 1995/1996: Frankie & Johnny Kammerspiele Seeb
- 1999: Kammerspiele Seeb
- 1991/2001: Moon Over Buffalo Neue Schaubühne München
- 2002: Der Milchritter Theater an der Kö
- 2002–2005: Deutschland-Tournee
- 2003: Berliner Kriminal Theater Berlin
- 2004: Das Mörderkarussell Berliner Kriminal Theater
- 2005: Ein Mädchen zum Verlieben Komödie am Altstadtmarkt
- 2005/2006:Die Eule und das Kätzchen  Komödie am Altstadtmarkt
- 2005: Ewig rauschen die Gelder Sommertheater Winterthur
- 2007: Picassos Frauen Kunsthaus Zürich
- 2006/2007: Die Eule und das Kätzchen Kammerspiele Seeb
- 2007: Theater am Dom, Köln
- 2007: Der geliebte Feigling Theater am Dom
- 2007: Mondscheintarif Neues Theater (Hannover)
- 2007: Tartuffe Festspiele Heppenheim
- 2008:  „Bei Anruf Mord“ Komödie am Altstadtmarkt
- 2009: Neues Theater Hannover „Mondscheintarif“
- 2009: Mondscheintarif Kammerspiele Seeb
- 2010: Mondscheintarif Kammerspiele Seeb
- 2010: Tournee Unternehmen Landgraf „Bei Anruf Mord“
- 2012: Mondscheintarif Theater am Hechtplatz
- 2014: Die Wahrheit Theater am Käfigturm
- 2014: Nobody`s Perfect Komödie Düsseldorf
- 2014: Bei Anruf Mord  / Schlosstheater Neuwied
- 2015: Venedig im Schnee Contra-Kreis-Theater
- 2016: Venedig im Schnee Contra-Kreis-Theater
- 2016: Mondscheintarif Theater am Käfigturm
- 2016: Auf und Davon Komödie Frankfurt
- 2017: Das Abschiedsdinner Casinotheater Winterthur
- 2020, 2023: Die Niere Casinotheater Winterthur
- 2022. Die Niere, Theater am Hechtplatz Zürich

## Filmografie
- 1994: Gib Drogen keine Chance
- 1996: Aus heiterem Himmel
- 1996: Der Falschspieler
- 1996: Falkenhorst
- 1996: Polizeiruf 110
- 1996: Die Hochzeit - Kino
- 1997: First Love
- 1997–1998: Hinter Gittern – Der Frauenknast (48 Folgen, Staffel 1–3)
- 1998: Auf eigene Faust
- 1999: City-Express
- 1999: Die Rosenheim-Cops
- 1999/00: Exklusiv / Kino
- 2001: Balko
- 2001: SOKO 5113
- 2001: Zwei Profis
- 2002: Endlich - Kino
- 2002–2015: Die Rosenheim-Cops (Fernsehserie)
- 2002–2003: Das Amt (Fernsehserie, 13 Folgen)
- 2002: Die Sitte
- 2002: In my dreams / Kino
- 2003: Trautes Heim
- 2003: Broti & Pacek
- 2003: Der Mann für den Dreizehnten
- 2003: Küstenwache
- 2003: Das Amt / TV-Serie Hauptrolle
- 2004: Papa ist der Boss
- 2005: Schloss Einstein
- 2005: In aller Freundschaft
- 2006: Schöni Uussichte
- 2006: Schloss Einstein
- 2007: Geld oder Leben - Kino
- 2007: Montag - Kino
- 2009: Der Zauberregen - Kino
- 2009: Tauben auf dem Dach
- 2010: Best Friends
- 2010–2011: Lena – Liebe meines Lebens (165 Folgen)
- 2011: Fliegende Fische müssen ins Meer  - Kino
- 2011: Die Realitätstheorie der Liebe - Kino
- 2011: Die Rosenheim-Cops  TV-Serie
- 2011: Best Friends (Schulsoap) - TV-Serie : HR
- 2012: Lieber ein Ende mit Schrecken
- 2012: Hinter Gittern – Das große Wiedersehen (Talkshow)
- 2012: Von der Müdigkeits des Glücks - Kino
- 2013: Alpträume / Kino
- 2014: Die Rosenheim-Cops - TV-Serie
- 2015: Die Patin - HR - ZDF
- 2015: Verdacht
- 2016: Die Rosenheim-Cops / TV-Serie
- 2017: Papa Moll und die Entführung des fliegenden Hundes (Mama Moll) KINO
- 2017: Die Rosenheim-Cops TV-Serie
- 2017: Das Leben ist kein Erdbeertörtchen - HR - ARTE
- 2018: Der Bestatter (Fernsehserie) EHR
- 2018: Familie Dr. Kleist – Fünf vor Zwölf (TV-Serie)
- 2018: Die Läusemutter (Hauptrolle Ursula Bosch) TV-Serie
- 2019: Die Läusemutter (Hauptrolle Ursula Bosch) TV-Serie
- 2021: Heldt – Das Karma kein Zufall sein (TV-Serie)
- 2024: Rentnercops (Fernsehserie, Folge: Knick Knack)

## Regie (Auswahl)
- 2021: Lost – Theater Tiefrot
- 2021: Die Welle – Kammerspiele Seeb
- 2022: Gaslicht – Theater Tiefrot
- 2022: Voll Abgedreht – Kammerspiele Seeb
- 2022: Sommernachts-Alptraum – Kammerspiele Seeb
- 2023: Last Supper – Kammerspiele Seeb
- 2023: DNA – Theater der Keller
- 2023: Lost – Kammerspiele Seeb

## Autorin
- 2020: Sommernachts-Alptraum – Theaterstück, Jugendkomödie
- 2021: Lost – Theaterstück, Jugenddrama
- 2023: The Book Case – Kino-Film